# المعتصم بن سعود بن عبد العزيز آل سعود
المعتصم بن سعود بن عبد العزيز آل سعود الابن الخامس والأربعون من أبناء الملك سعود بن عبد العزيز آل سعود، تخرج من معهد العاصمة النموذجي والتحق بـ جامعة الملك سعود وحصل على شهادة البكالوريوس في علم الاجتماع، يعمل بالتجارة ولديه عدة شركات تجارية، يتميز بحسن الخلق العالي وبشاشة الوجه وابتسامة تقابل كل من صادفه.

## زوجته
- الأميرة منيرة بنت غصاب المنديل

## أبنائه
- الأمير عبد العزيز بن المتعصم بن سعود بن عبد العزيز آل سعود (حاصل على الماجستير من جامعة Brunel university من لندن).[1] متزوج من كريمة الدكتور إبراهيم بن محمد العواجي.[2]
- الأمير سعود بن المتعصم بن سعود بن عبد العزيز آل سعود.[3] متزوج من الأميرة نورة بنت بندر بن سعود بن خالد بن محمد بن عبد الرحمن آل سعود.
- الأميرة ريم بنت المعتصم بن سعود بن عبد العزيز آل سعود. متزوجة من الأمير سعود بن محمد بن سعد بن محمد بن سعود آل سعود[4] ولها من الأبناء الأمير محمد.
- الأميرة نورة بنت المعتصم بن سعود بن عبد العزيز آل سعود.
- الأميرة سارة بنت المعتصم بن سعود بن عبد العزيز آل سعود.
- الأميرة نوف بنت المعتصم بن سعود بن عبد العزيز آل سعود.